# アルトゥーロ・マルティーニ

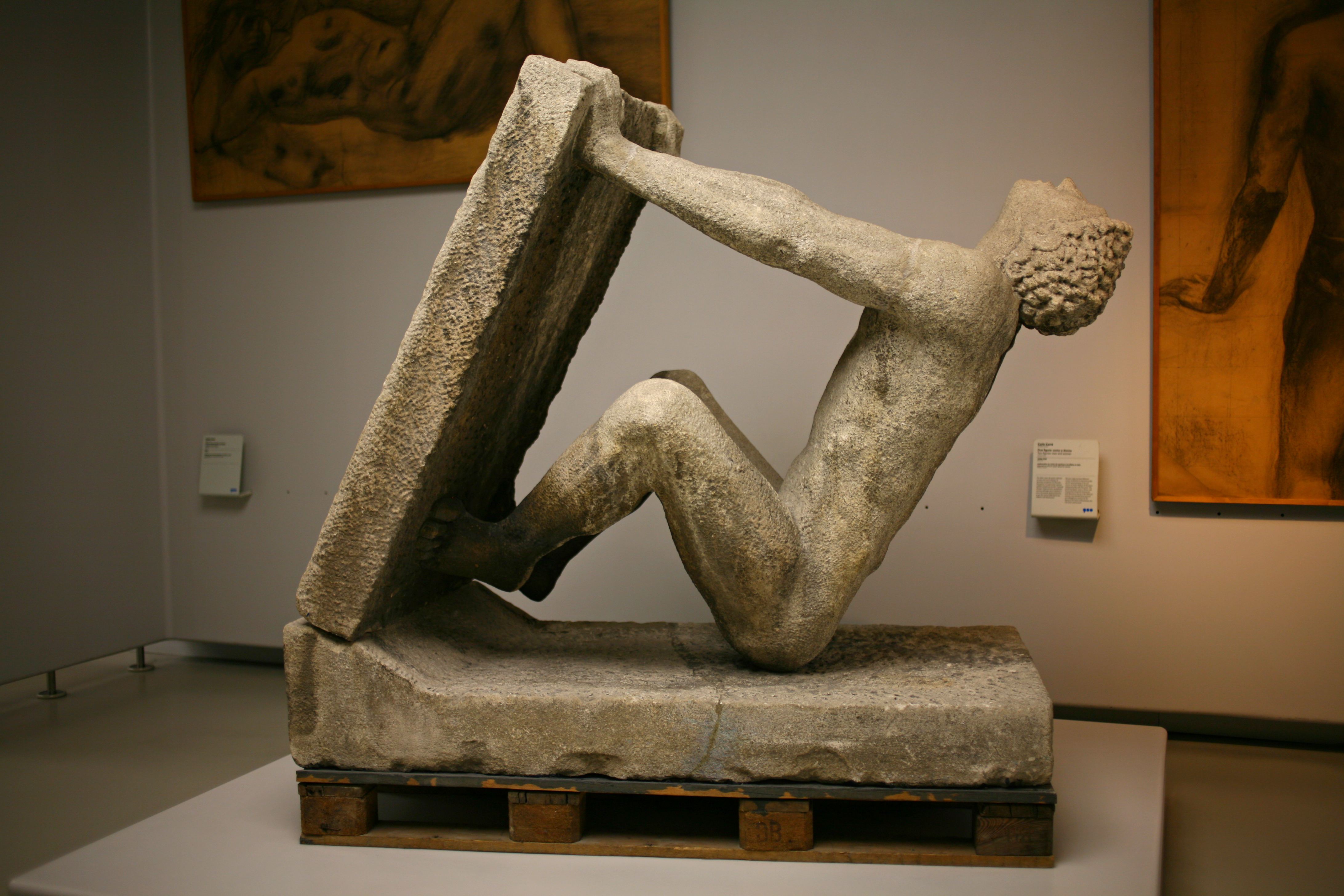
マルティーニ作（ブリニーの死者はひるむだろう,1935年, ミラノ,ノヴェチェント美術館所蔵）

アルトゥーロ・マルティーニ（Arturo Martini、1889年 – 1947年）は第一次世界大戦と第二次世界大戦をまたぐ時期に活躍したイタリア彫刻界の旗手である。作風はローマ彫刻のような古典性とモダニズムを繋ぐ作品が代表的である。初めイタリアのファシズムに沿った公共彫刻に関わっていたが、後にファシストから離れた。

## 人物

### 未来派の影響
マルティーニは1914年から1918年にかけて未来派の積極的な支持者だった。実際にウンベルト・ボッチョーニと手紙による交流があり、1918年にはモダニズムの小冊子を作成した。彼の初期の作品には、古典的な造形傾向、二次元性の強調、多色着彩効果が見られる。

### ファシズムとの関係
後期の作品はより伝統的なスタイルに戻ったが、初期作品には「アイロニーに富み、時代を捉えるのに敏感、そして情報源を組み合わせたり再解釈したりする能力」を備えていた。 両大戦の間に、彼はファシスト政権の半ば公認の彫刻家となった。 彼は裁判所、教会、大学のための素晴らしい記念碑や記念作品の取り組み、作品を残した。 例としては、ローマ・ラ・サピエンツァ大学にあるブロンズのミネルウァ像や、飛行士ティト・ミニティの記念碑などが挙げられる。また彼はナポリのパラッツォ・デッレ・ポステにある戦没者の記念碑を彫刻した。

### 第二次世界大戦後
ムッソリーニ失脚後、自分の芸術が腐敗したと感じた彼は、1945年に雑誌「ラ・マルティーニ」に彫刻に反対するエッセイ「彫刻、死んだ言語」（原題:scultura, lingua morta）を発表した。 この著書には例文として「彫刻は黒くて不穏な芸術である」と書いている。
彫刻に対して自省の念や否定的な意思表示にもかかわらず、彼は戦後、ローリア（パドヴァ）で終戦時に殺害された「マサッチョ」と呼ばれたゲリラ指導者プリモ・ヴィセンティンに敬意を表した大理石の彫刻を制作した。 
マルティーニは多くの素材（粘土、木、石膏、石、特に大理石、青銅、銀）を使って制作し、自身の作品の一つであるatmosfera di una testa（頭の雰囲気、1944年）のように形を抽象的にモデル化することを宣言したが、決して具象彫刻から離れることなかった。彼は、マリノ・マリーニ、エミリオ・グレコ、マルチェロ・マスケリーニ、ペリクレ・ファッツィーニそして彼の弟子であるフィオーレ・デ・エンリケスなど、後のイタリアの彫刻家に大きな影響を与えた。

## ギャラリー

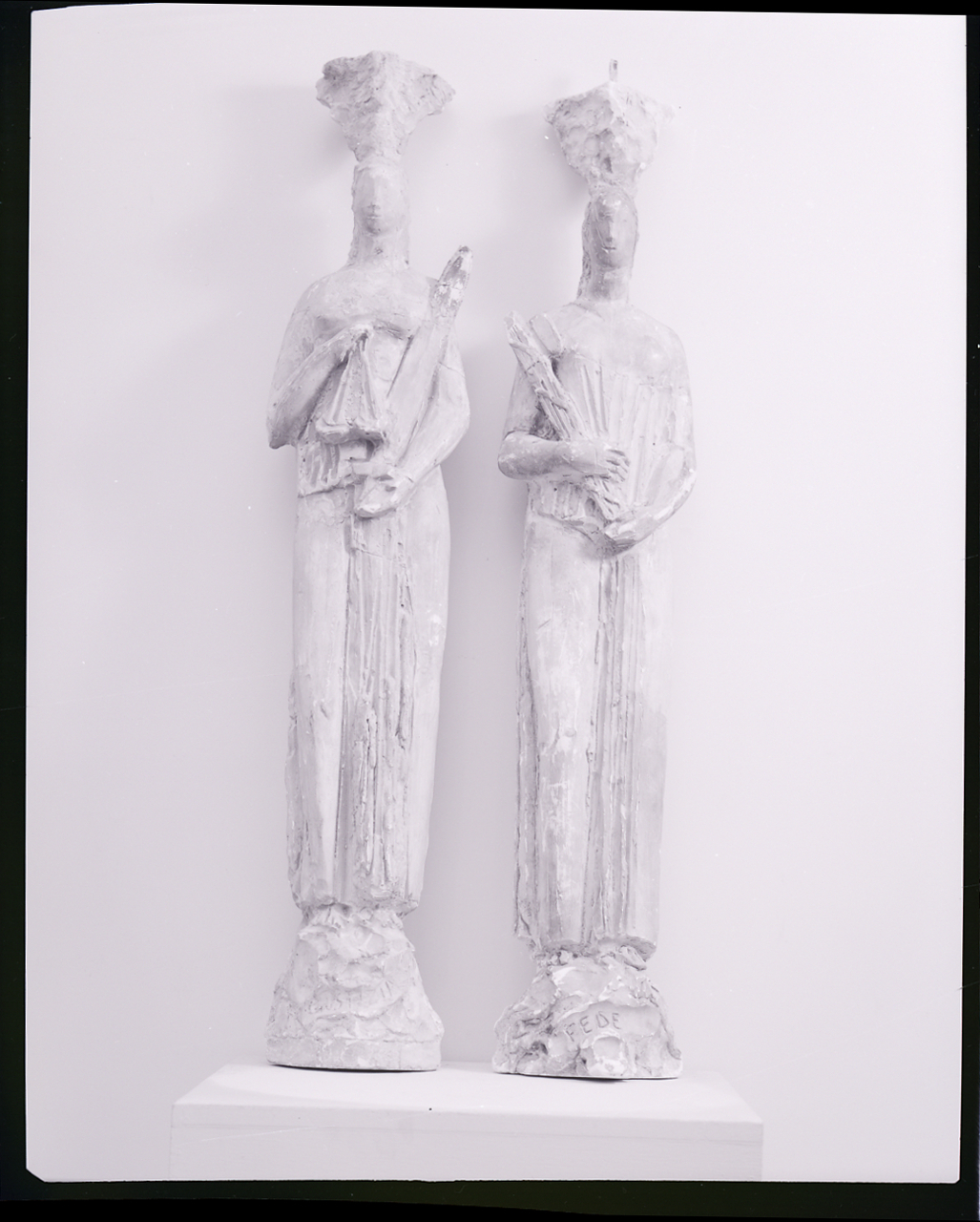
土器 Photo by Paolo Monti. イル・ミリオーネギャラリー ミラノ, 1963.
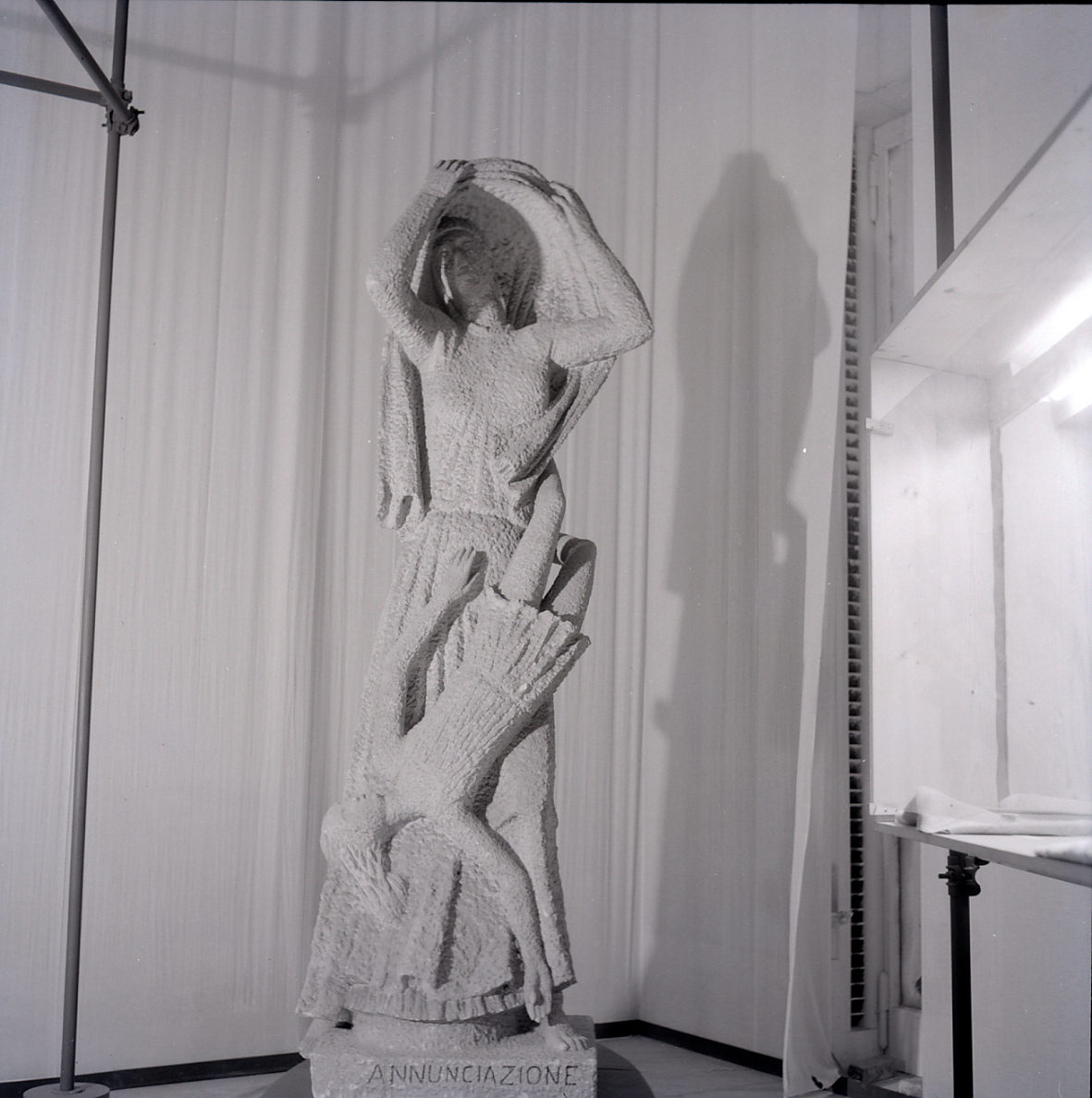
受胎告知  Photo by パオロ・モンティ基金. ミラノ, 1963.
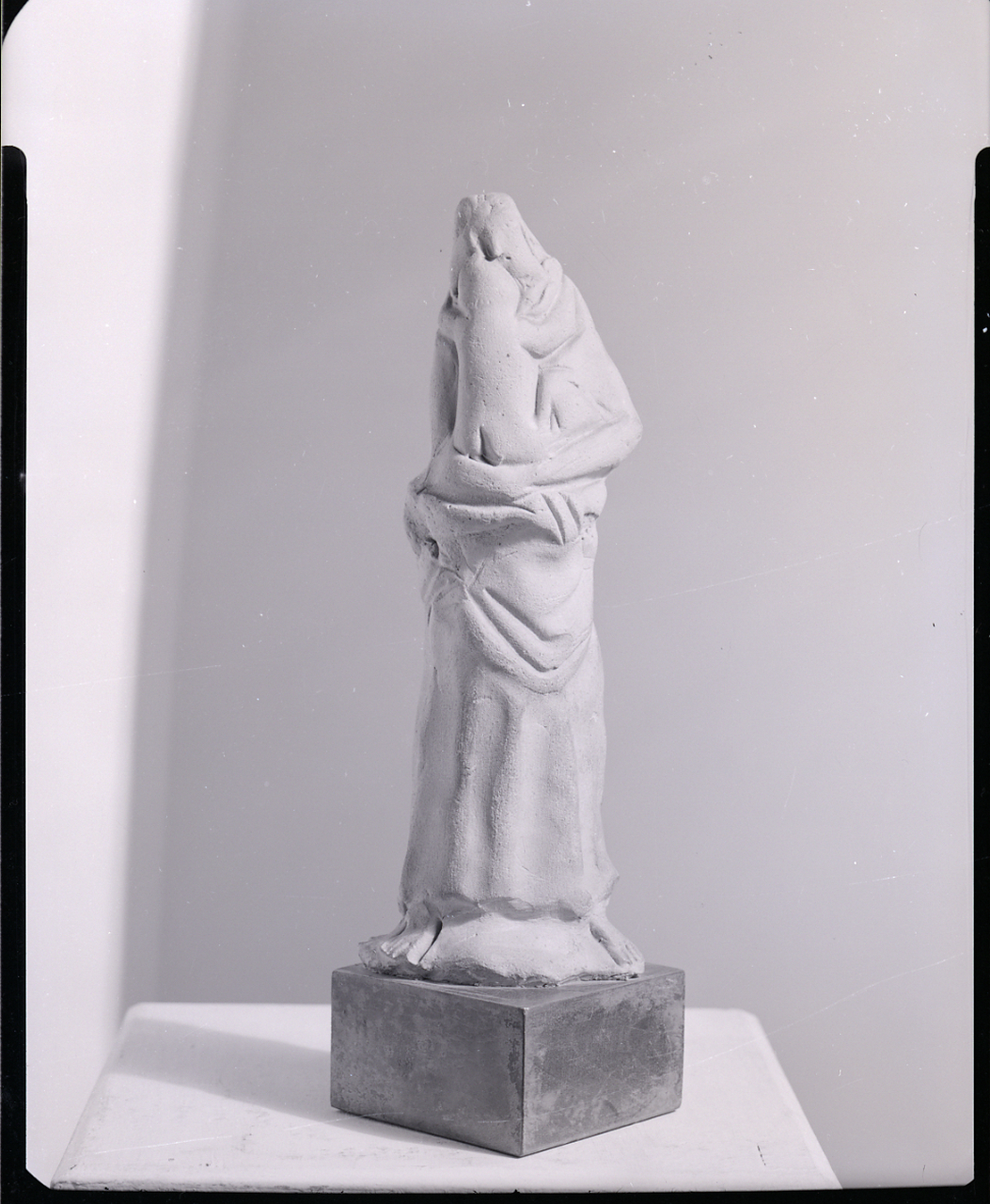
Photo by パオロ・モンティ基金. ミラノ, 1963.
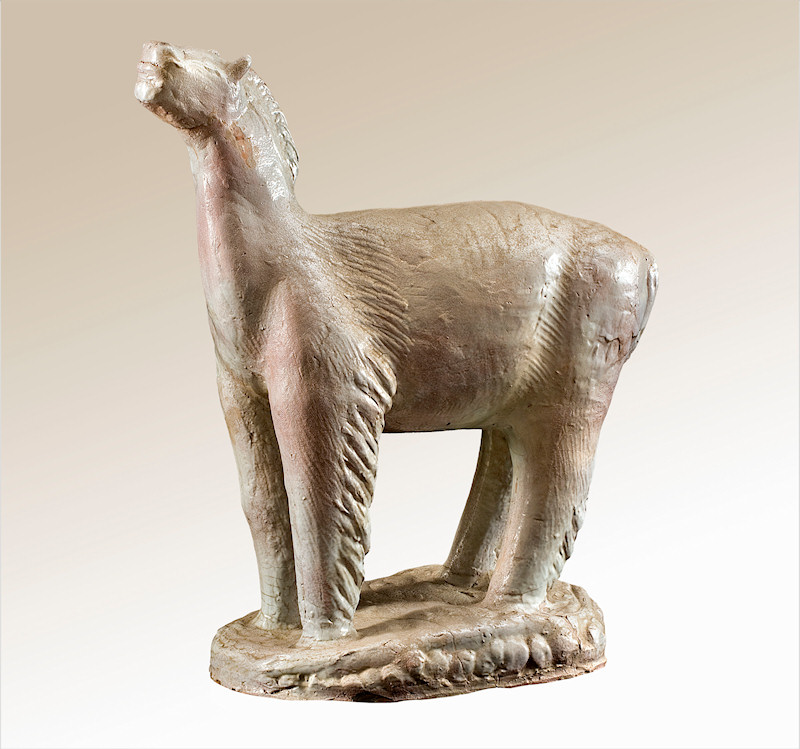
馬, 1926 ca. (カリプロ財団)
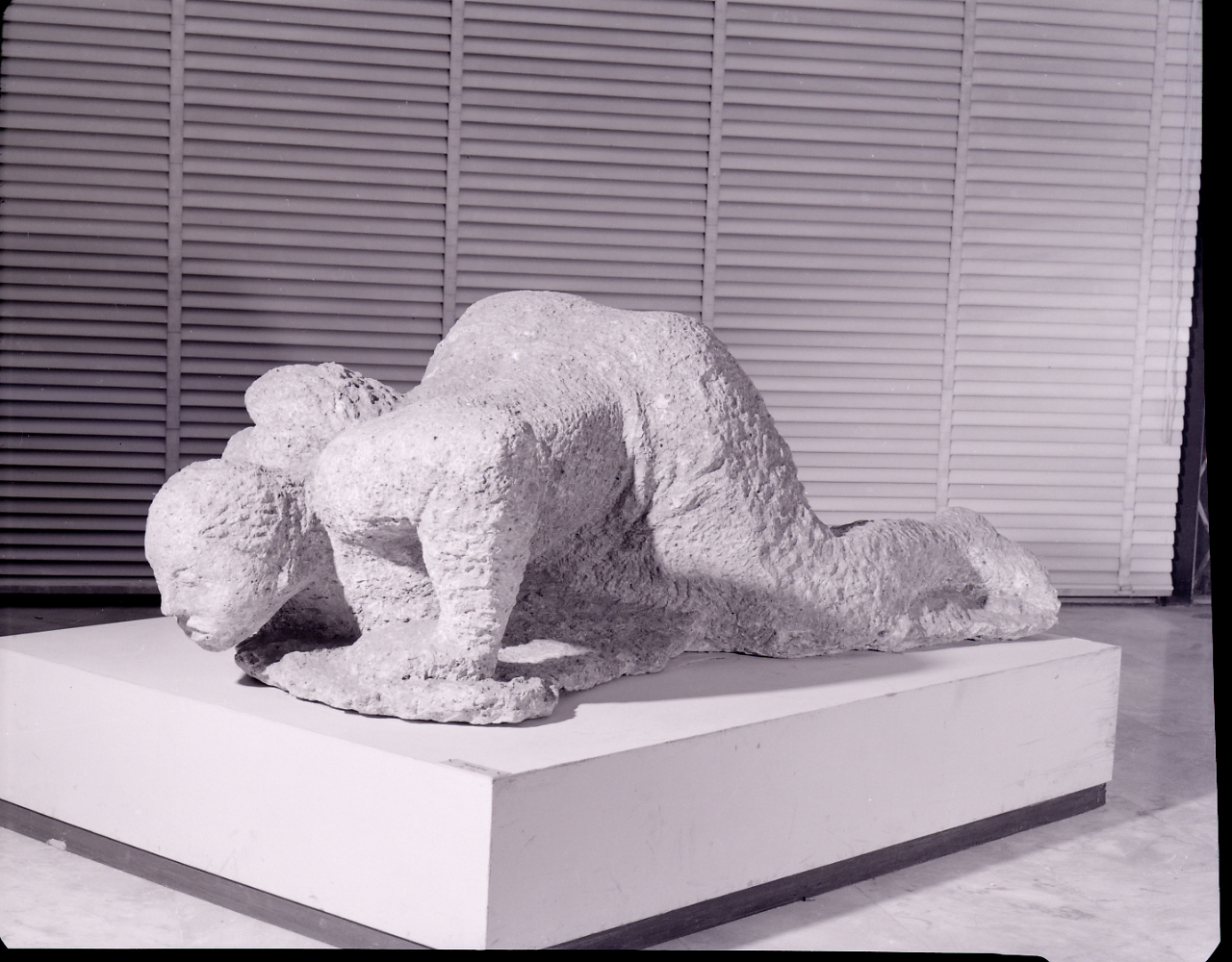
渇き, 1934. Photo by Paolo Monti (パオロモンティ基金, BEIC), ノヴェチェント美術館
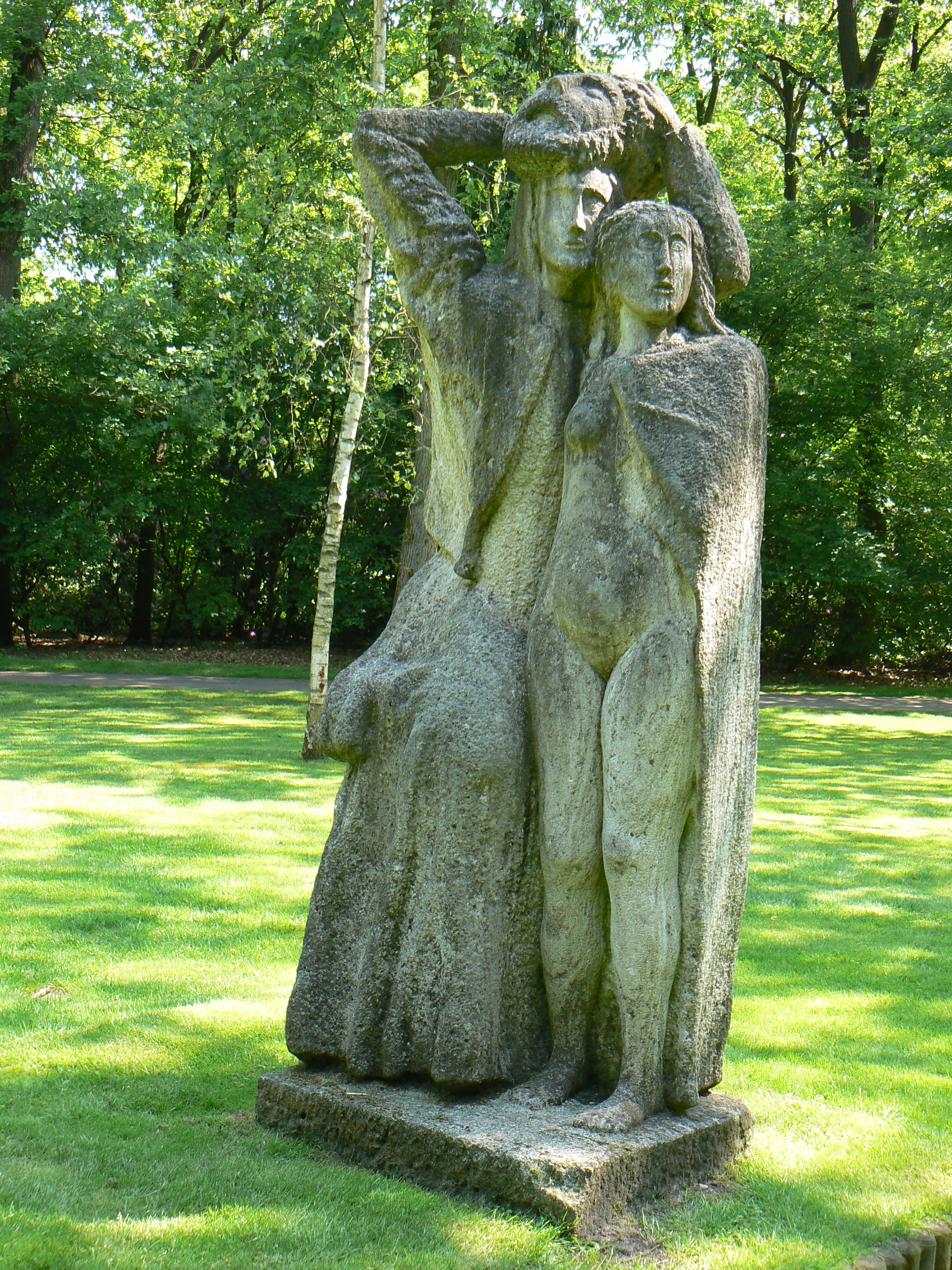
ユディトとホロフェルネス, クレラー・ミュラー美術館
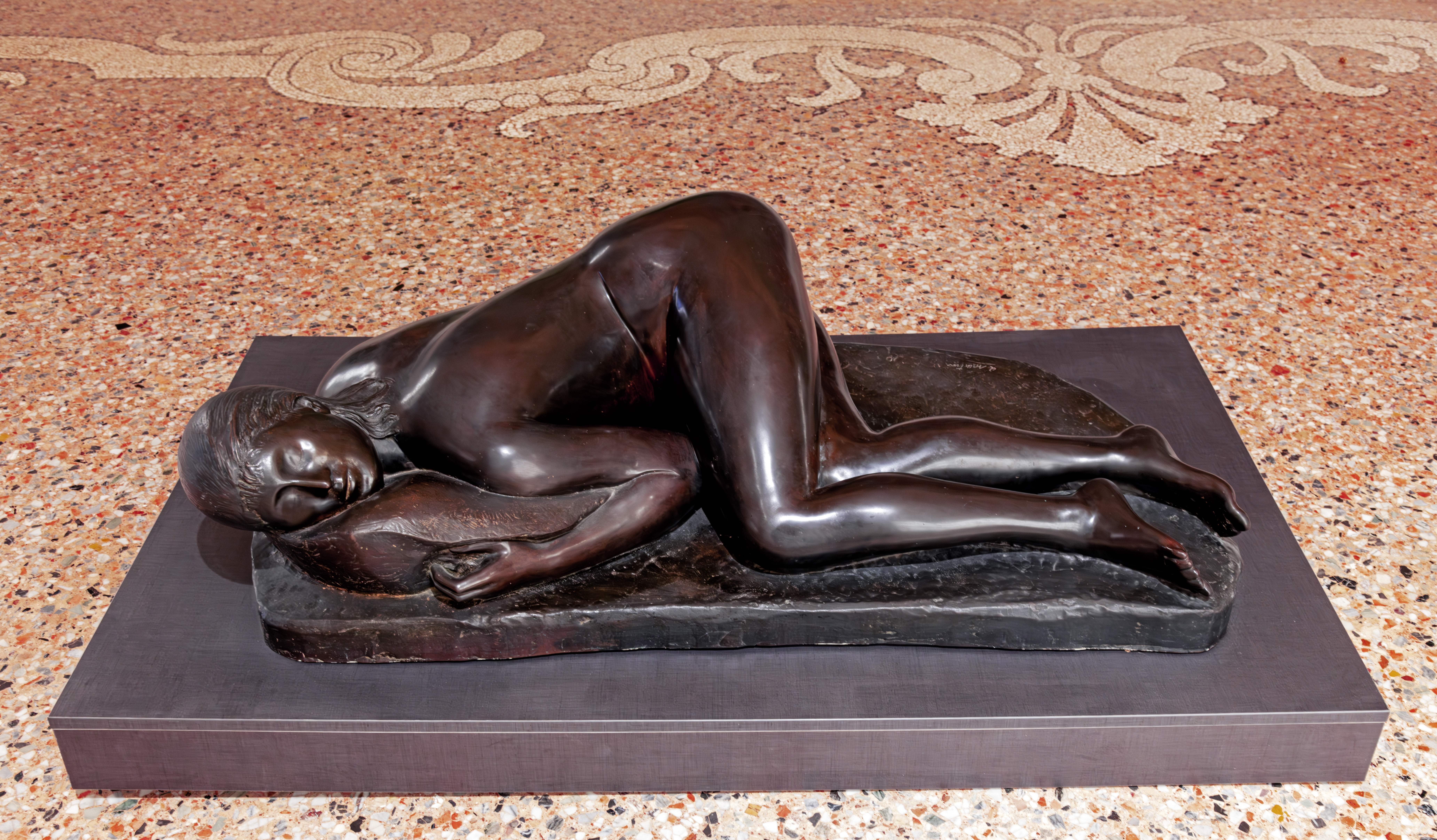
"ピサン人" 1928, カ・ペーザロ 国際近代美術館 ベニス

クエリーニ・スタンパリア美術館 のブロンズパネル
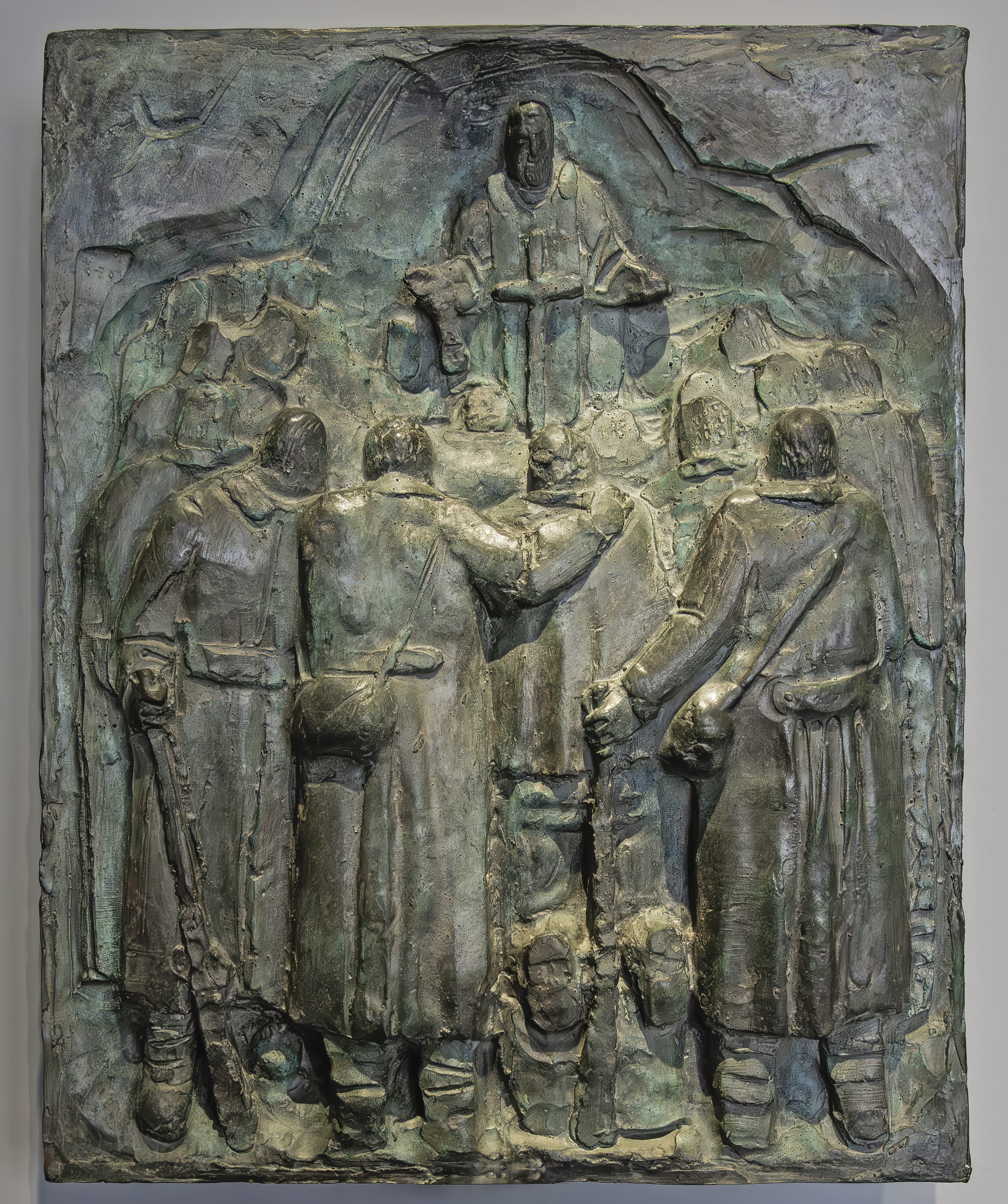
キャンプでのミサ
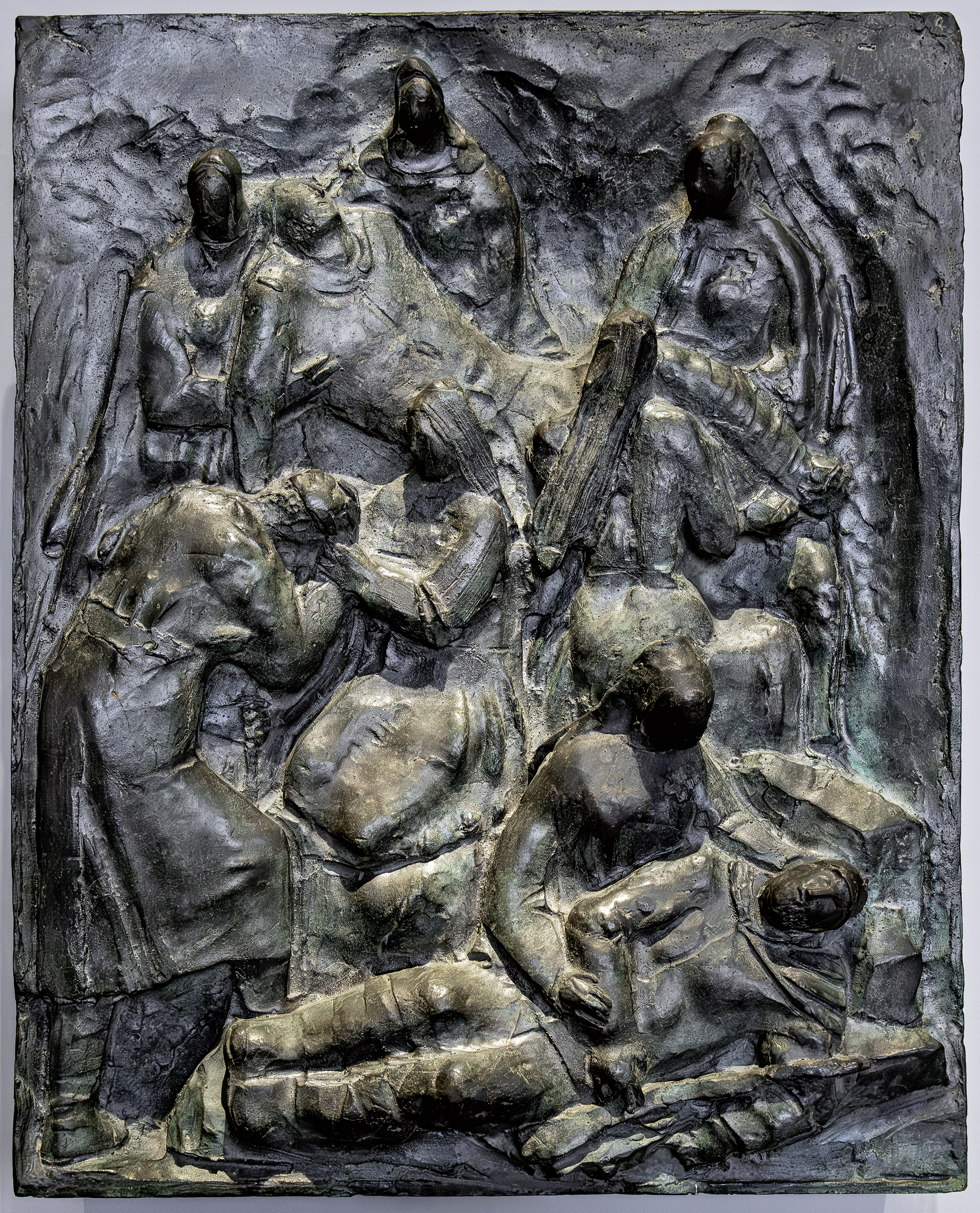
赤十字の看護師
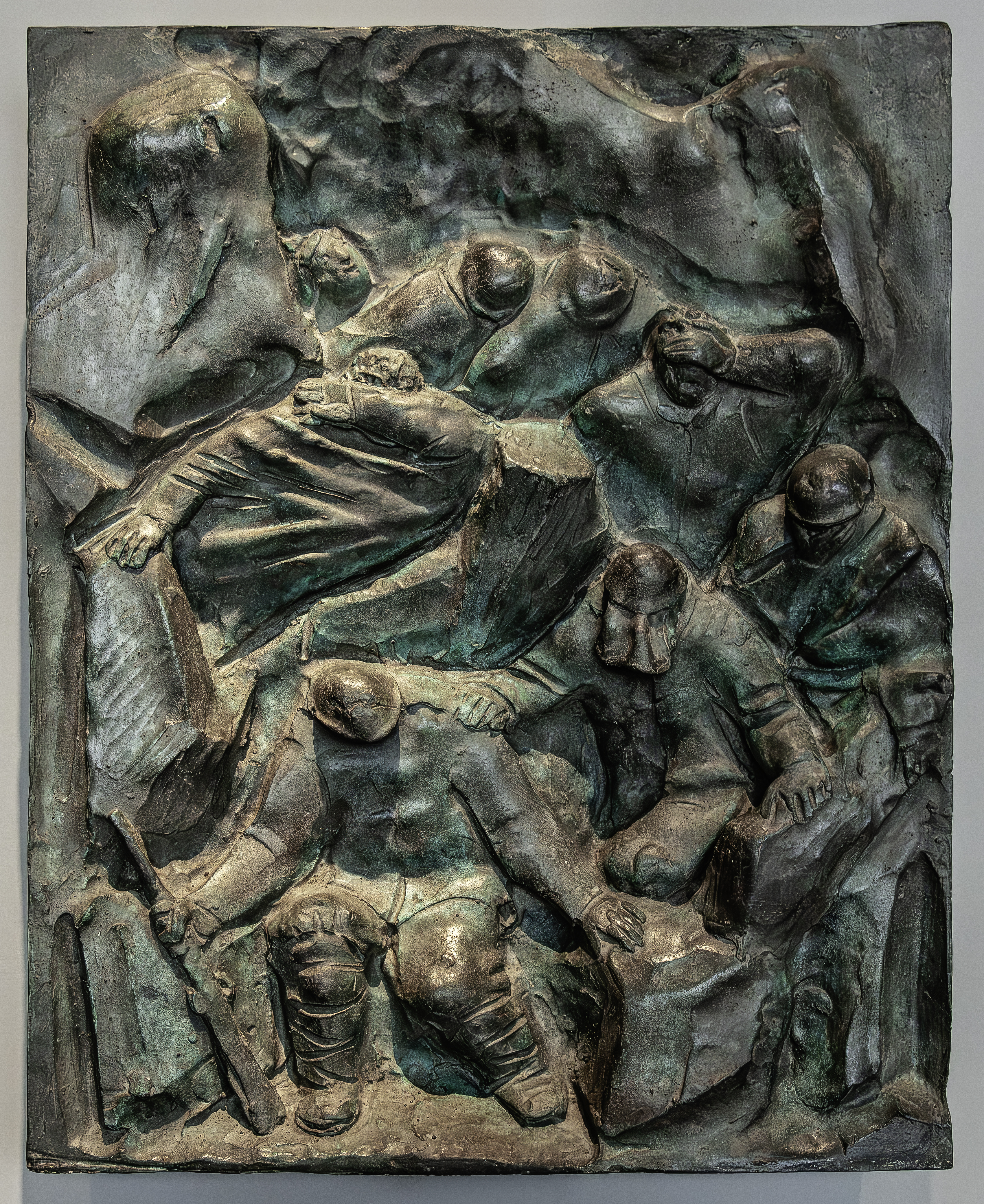
窒息性ガス
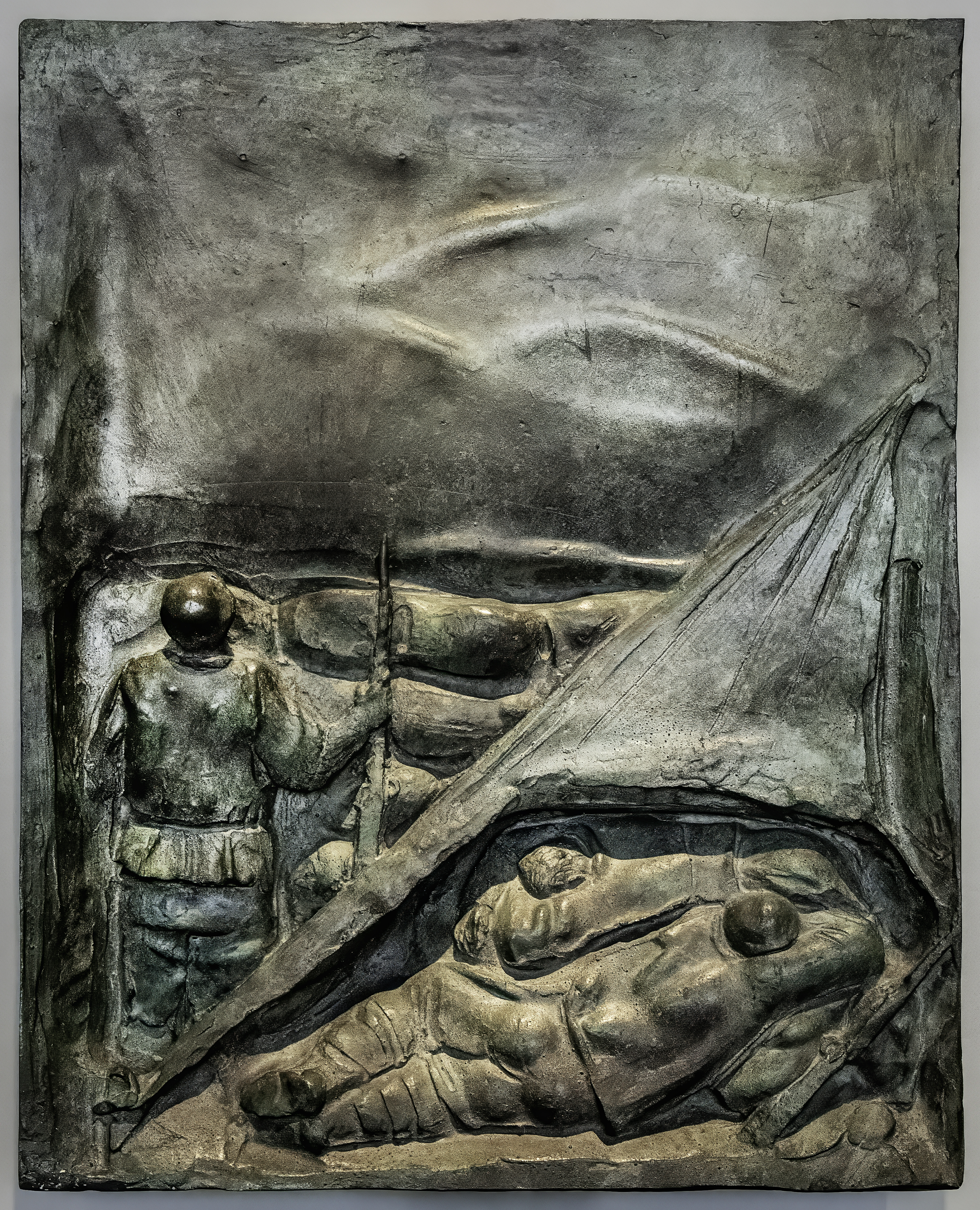
塹壕の休息
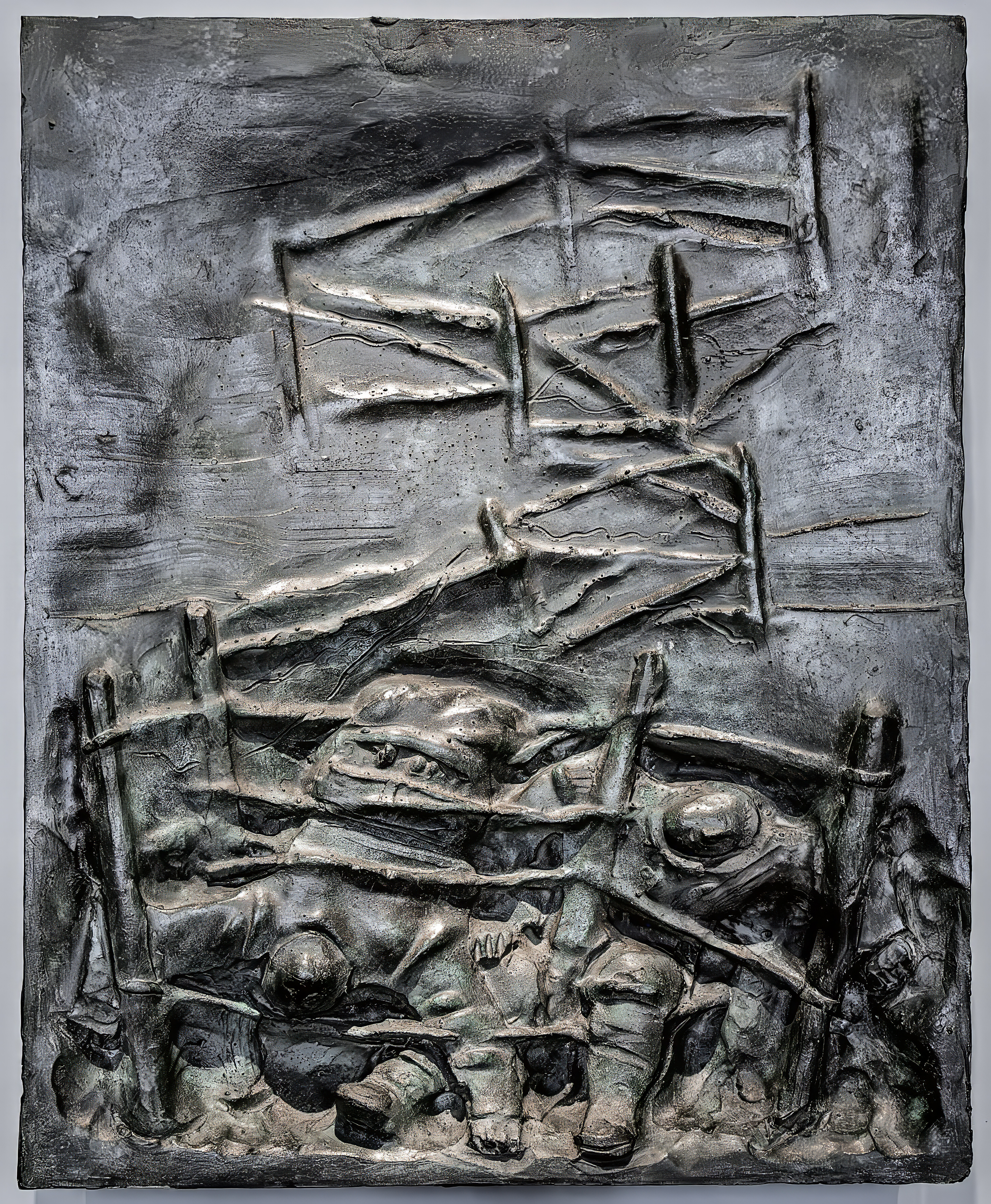
有刺鉄線
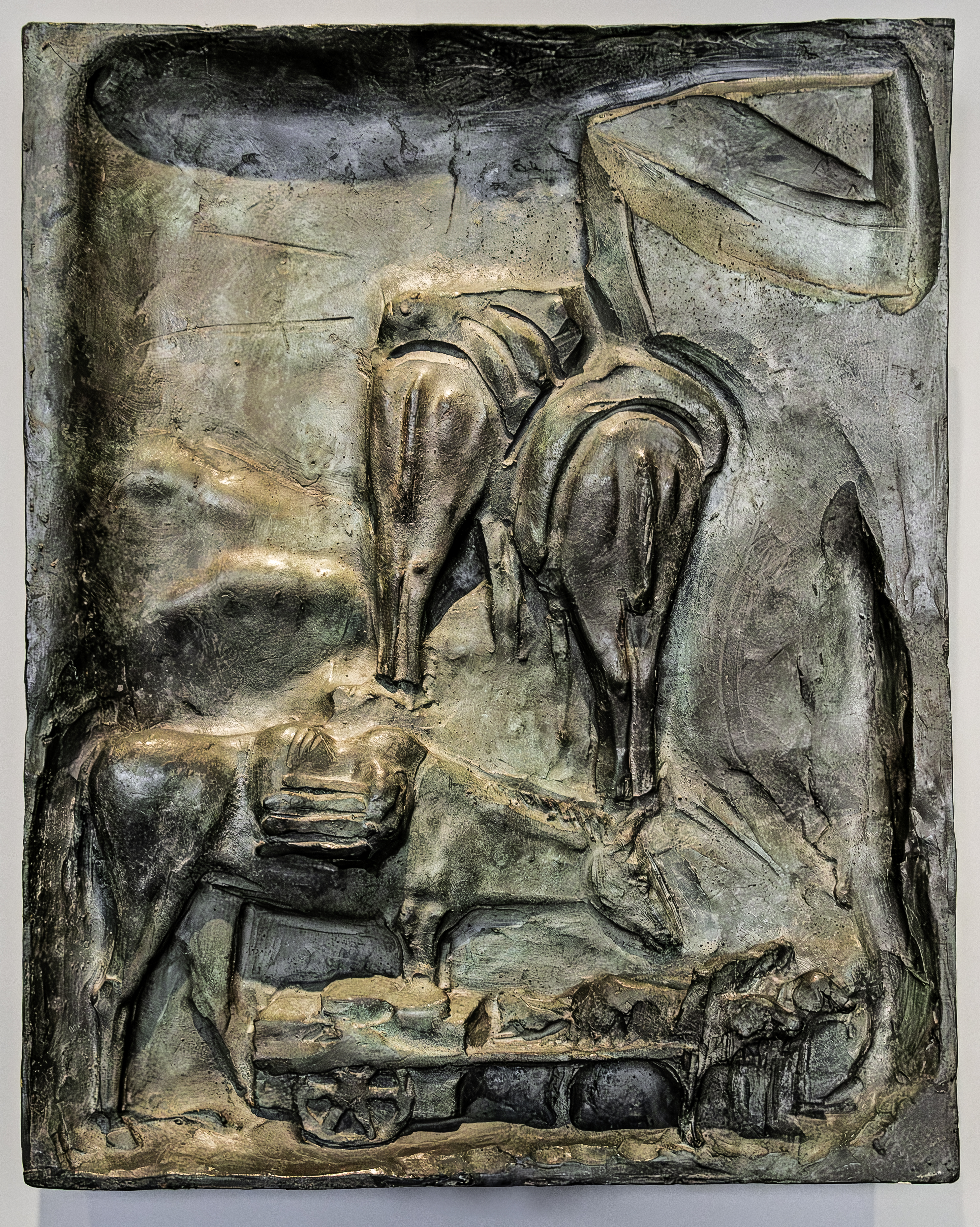
物資
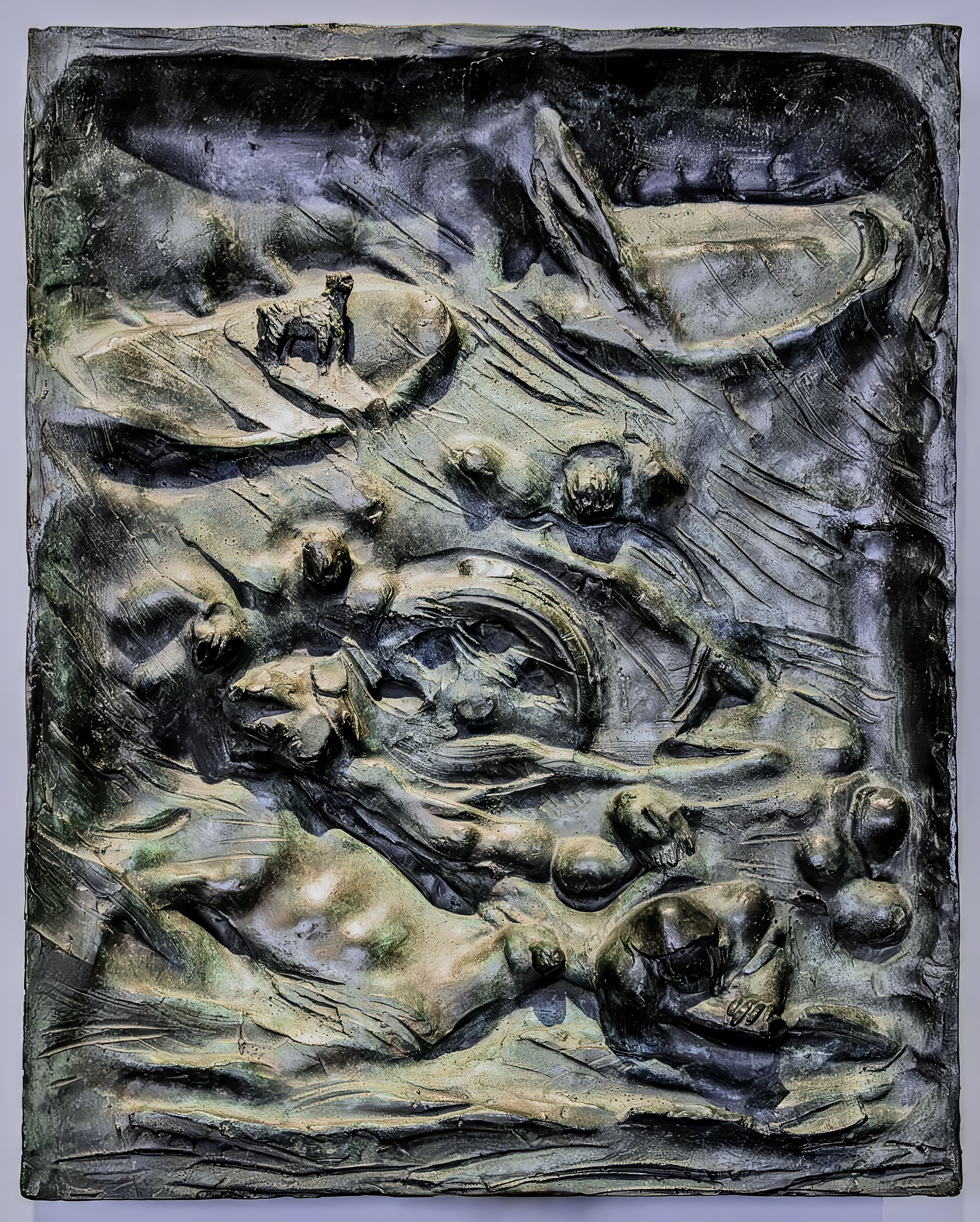
ピアーヴェ川
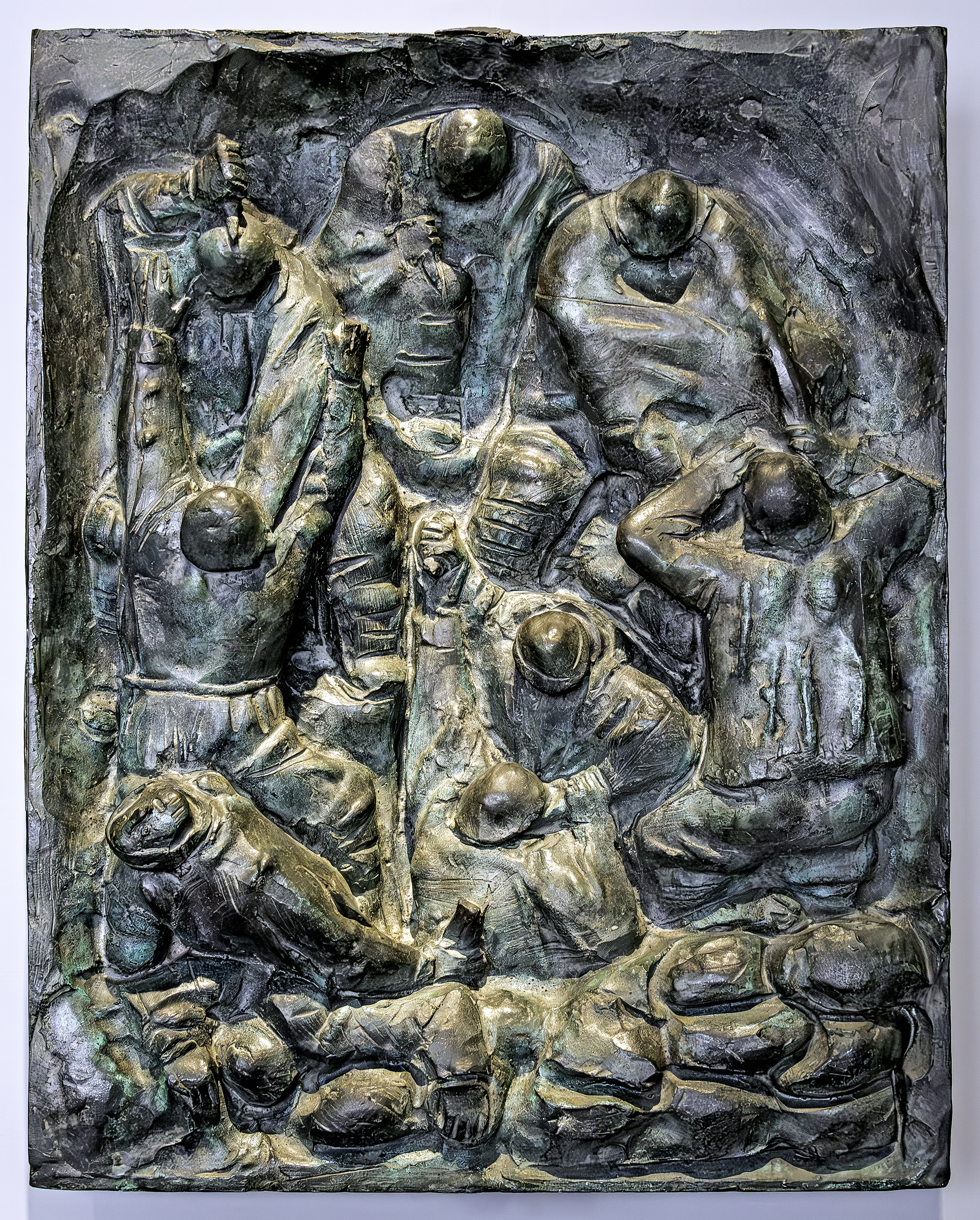
襲撃